# Fredrik Eneroth
Fredrik Ture Eneroth, född 20 juli 1782 i Ånimskogs församling, Älvsborgs län, död där 5 maj 1841, var en svensk jurist och politiker. Han var borgmästare i Åmåls stad åren 1807–1826 och var efter det häradshövding i Tössbo och Vedbo härader samt lagman. Han var riksdagsman för borgarståndet i Åmål vid ståndsriksdagen 1817/1818.